# 卡普斯京亚尔村委员会
卡普斯京亚尔村委员会（俄语：Капустиноярский сельсовет）是俄罗斯联邦阿斯特拉罕州阿赫图宾斯克区所属的一个村委员会。其下辖有9个居民点，行政中心为卡普斯京亚尔。据2015年统计，该村委员会的人口为5212人。